# Dever Orgill
Dever Akeem Orgill (ur. 8 marca 1990 w Port Antonio) – jamajski piłkarz grający na pozycji napastnika w klubie Ankaragücü oraz reprezentacji Jamajki.

## Kariera klubowa
Zanim rozpoczął klubową karierę grał w drużynach amatorskich i szkolnych. W 2007 roku trafił do akademii Vancouver Whitecaps. Na początku występował w sekcjach juniorskich. W 2008 roku dostawał szanse gry w pierwszym zespole. W 2010 roku powrócił do Jamajki. Występował w St. George's S.C..
W 2013 roku wyjechał do Europy. Przez trzy lata występował w fińskim IFK Mariehamn. Z klubem zdobył Veikkausliiga w roku 2016. Wygrał też Puchar Finlandii. W 2016 roku przeszedł do austriackiego Wolfsberger AC. W zespole rozegrał ponad 50 meczów. Od 2019 roku jest piłkarzem tureckiego Ankaragücü.

## Kariera reprezentacyjna
W dorosłej reprezentacji Jamajki zadebiutował 10 października 2010 roku w meczu z Trynidadem i Tobago. Znalazł się w kadrze Jamajki na Copa América 2016. Zagrał również na Złotym Pucharze CONCACAF 2019. Tam zdobył dwa gole w meczu z Hondurasem.